# Aureville
Cet article possède des paronymes, voir Orville, Orrville et Urville.
Aureville (Aurevila en occitan) est une commune française située dans le nord du département de la Haute-Garonne, en région Occitanie. Sur le plan historique et culturel, la commune fait partie du Lauragais, l'ancien « Pays de Cocagne », lié à la fois à la culture du pastel et à l’abondance des productions, et de « grenier à blé du Languedoc ».
Exposée à un climat océanique altéré, elle est drainée par le ruisseau de Cassignol, le ruisseau de Réganel et par divers autres petits cours d'eau.
Aureville est une commune rurale qui compte 1 022 habitants en 2022, après avoir connu une forte hausse de la population depuis 1975. Elle fait partie de l'aire d'attraction de Toulouse. Ses habitants sont appelés les Aurevillois ou  Aurevilloises.

## Géographie

### Localisation
La commune d'Aureville se trouve dans le département de la Haute-Garonne, en région Occitanie.
Commune de l'aire d'attraction de Toulouse située à 18 km au sud de Toulouse, sur la partie nord des coteaux sud du Lauragais.
Elle se situe à 14 km à vol d'oiseau de Toulouse, préfecture du département, et à 5 km de Castanet-Tolosan, bureau centralisateur du canton de Castanet-Tolosan dont dépend la commune depuis 2015 pour les élections départementales.
La commune fait en outre partie du bassin de vie de Toulouse.
Les communes les plus proches sont : 
Goyrans (1,7 km), Rebigue (2,4 km), Vigoulet-Auzil (2,9 km), Clermont-le-Fort (3,1 km), Mervilla (3,3 km), Corronsac (3,8 km), Lacroix-Falgarde (4,0 km), Espanès (4,3 km).
Sur le plan historique et culturel, Aureville fait partie du pays toulousain, une ceinture de plaines fertiles entrecoupées de bosquets d'arbres, aux molles collines semées de fermes en briques roses, inéluctablement grignotée par l'urbanisme des banlieues.
Aureville est limitrophe de huit autres communes.
Les communes limitrophes sont  Clermont-le-Fort, Corronsac, Espanès, Goyrans, Lacroix-Falgarde, Mervilla, Rebigue et Vigoulet-Auzil.
| Lacroix-Falgarde | Vigoulet-Auzil | Mervilla  |
| Goyrans          | Aureville      | Rebigue   |
| Clermont-le-Fort | Espanès        | Corronsac |

### Géologie
La superficie de la commune est de 680 hectares ; son altitude varie de 169  à   282 mètres.

### Hydrographie

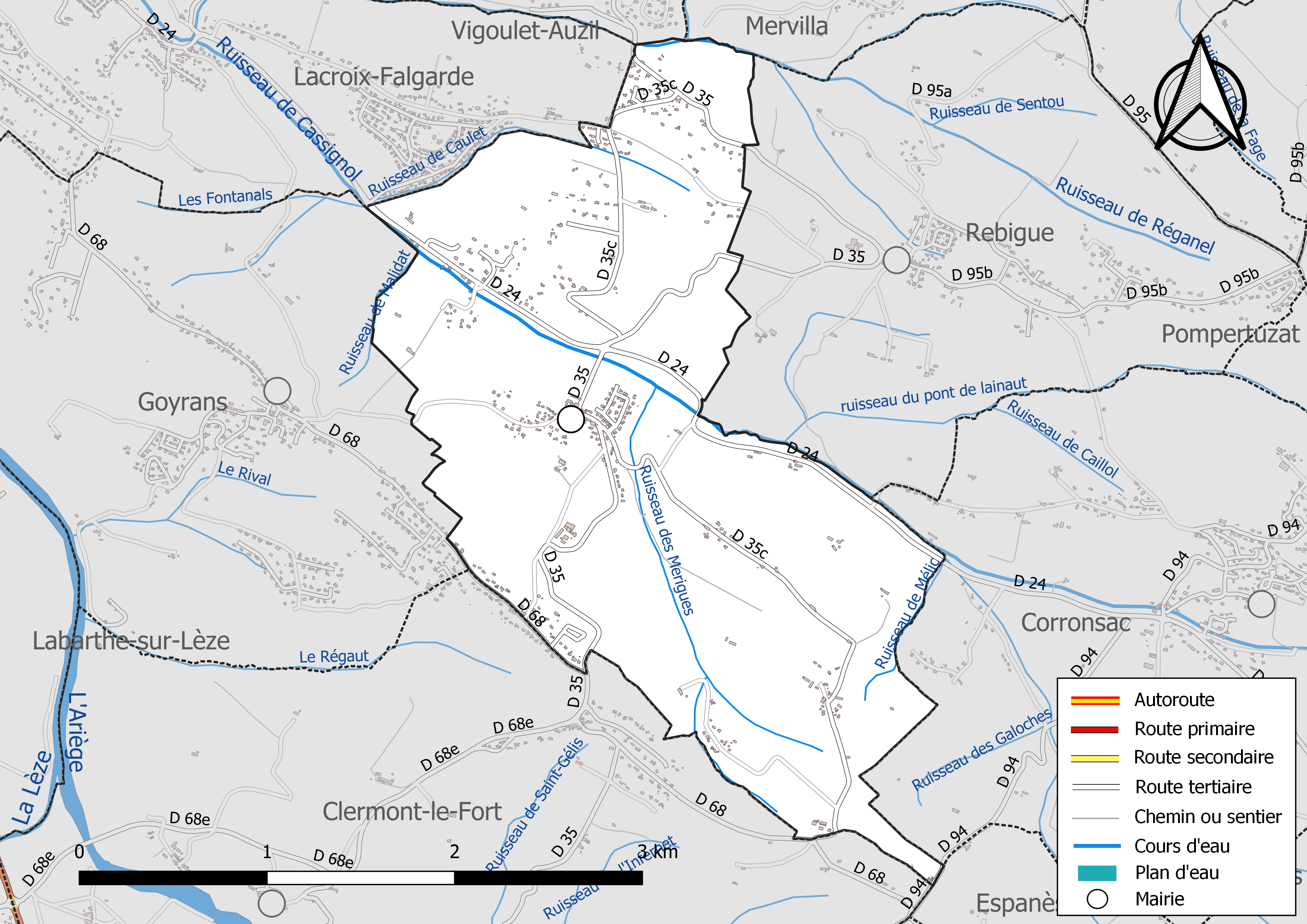
Réseaux hydrographique et routier d'Aureville.

La commune est dans le Bassin de la Garonne, au sein du bassin hydrographique Adour-Garonne. Elle est drainée par le ruisseau de Cassignol, le ruisseau de Réganel, Les Fontanals, le ruisseau de Caulet, le ruisseau de Malidat, le ruisseau de Mélic, le ruisseau des Merigues, le ruisseau du pont de lainaut et par un petit cours d'eau, constituant un réseau hydrographique de 7 km de longueur totale,.
Le ruisseau de Cassignol, d'une longueur totale de 11,7 km, prend sa source dans la commune de Montbrun-Lauragais et s'écoule du sud-est vers le nord-ouest. Il traverse la commune et se jette dans l'Ariège à Portet-sur-Garonne, après avoir traversé 7 communes.

### Climat
Pour des articles plus généraux, voir Climat de l'Occitanie et Climat de la Haute-Garonne.
En 2010, le climat de la commune est de type climat du Bassin du Sud-Ouest, selon une étude s'appuyant sur une série de données couvrant la période 1971-2000. En 2020, Météo-France publie une typologie des climats de la France métropolitaine dans laquelle la commune est exposée à un climat océanique altéré et est dans la région climatique Aquitaine, Gascogne, caractérisée par une pluviométrie abondante au printemps, modérée en automne, un faible ensoleillement au printemps, un été chaud (19,5 °C), des vents faibles, des brouillards fréquents en automne et en hiver et des orages fréquents en été (15 à 20 jours).
Pour la période 1971-2000, la température annuelle moyenne est de 13,2 °C, avec une amplitude thermique annuelle de 15,8 °C. Le cumul annuel moyen de précipitations est de 723 mm, avec 9,5 jours de précipitations en janvier et 5,1 jours en juillet. Pour la période 1991-2020, la température moyenne annuelle observée sur la station météorologique la plus proche, située sur la commune de Cugnaux à 11 km à vol d'oiseau, est de 14,3 °C et le cumul annuel moyen de précipitations est de 635,7 mm,. Pour l'avenir, les paramètres climatiques de la commune estimés pour 2050 selon différents scénarios d'émission de gaz à effet de serre sont consultables sur un site dédié publié par Météo-France en novembre 2022.

### Milieux naturels et biodiversité
Aucun espace naturel présentant un intérêt patrimonial n'est recensé sur la commune dans l'inventaire national du patrimoine naturel,,.

## Urbanisme

### Typologie
Au 1er janvier 2024, Aureville est catégorisée commune rurale à habitat dispersé, selon la nouvelle grille communale de densité à sept niveaux définie par l'Insee en 2022.
Elle est située hors unité urbaine. Par ailleurs la commune fait partie de l'aire d'attraction de Toulouse, dont elle est une commune de la couronne,. Cette aire, qui regroupe 527 communes, est catégorisée dans les aires de 700 000 habitants ou plus (hors Paris),.

### Occupation des sols

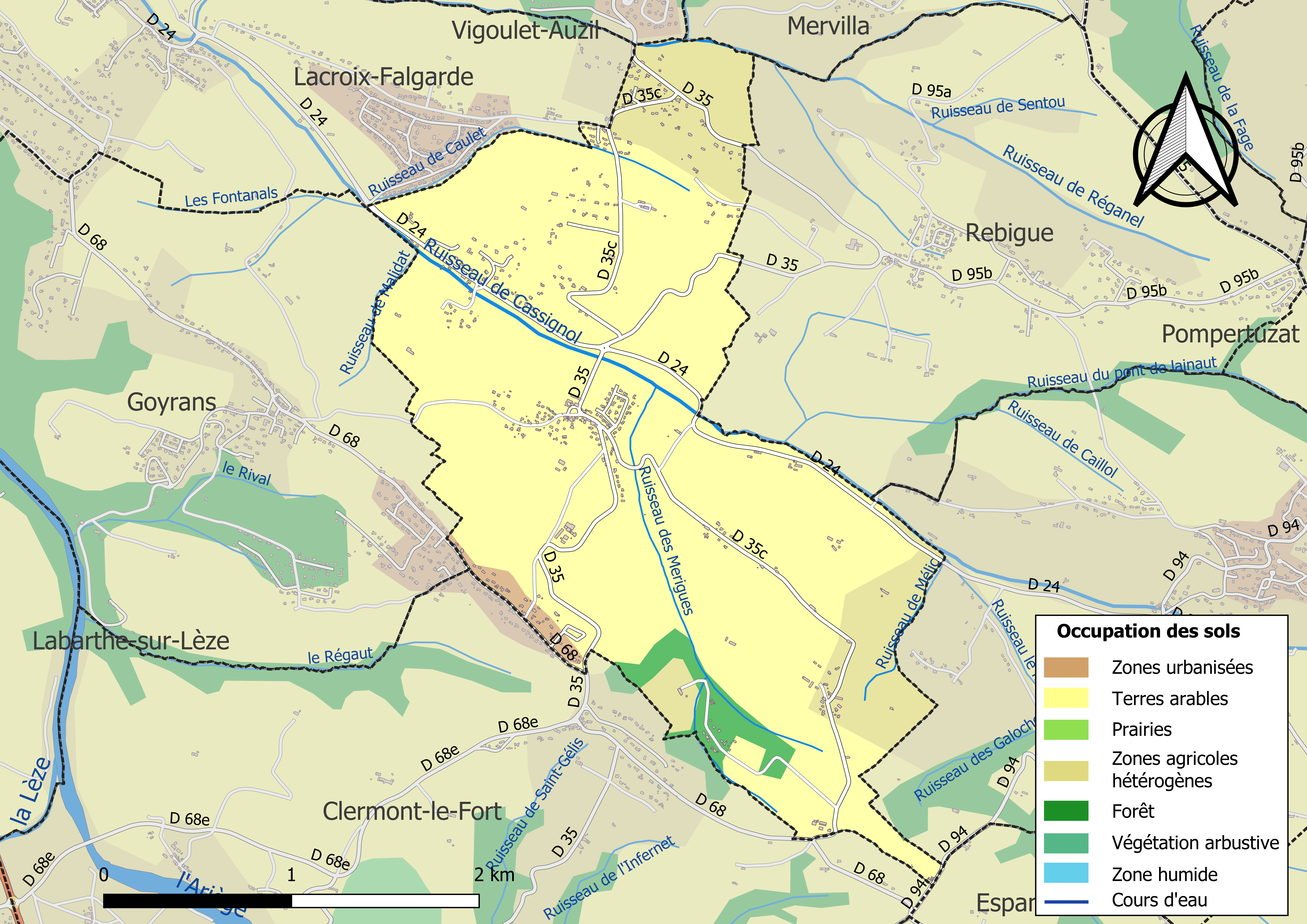
Carte des infrastructures et de l'occupation des sols de la commune en 2018 (CLC).

L'occupation des sols de la commune, telle qu'elle ressort de la base de données européenne d’occupation biophysique des sols Corine Land Cover (CLC), est marquée par l'importance des territoires agricoles (90,2 % en 2018), en diminution par rapport à 1990 (97 %). La répartition détaillée en 2018 est la suivante : 
terres arables (76,1 %), zones agricoles hétérogènes (14,1 %), zones urbanisées (7 %), forêts (2,9 %). L'évolution de l’occupation des sols de la commune et de ses infrastructures peut être observée sur les différentes représentations cartographiques du territoire : la carte de Cassini (XVIIIe siècle), la carte d'état-major (1820-1866) et les cartes ou photos aériennes de l'IGN pour la période actuelle (1950 à aujourd'hui).

### Voies de communication et transports
Il est possible de se rendre à Aureville en utilisant le transport à la demande (TAD) no 119 du réseau Tisséo de l'agglomération toulousaine. L'arrêt « Aureville Ecole » permet de se rendre dans le cœur du village (l'arrêt se situant à côté de l'école et tout près de la mairie et de la place du village). De plus, l'arrêt « Aureville le Rougé », l'arrêt le plus desservi du village, permet d'embêter les chauffeurs du TAD. On notera qu'il comporte une faute d'orthographe, puisque le lieu dit est « Le rouget ».

### Risques majeurs
Le territoire de la commune d'Aureville est vulnérable à différents aléas naturels : météorologiques (tempête, orage, neige, grand froid, canicule ou sécheresse), inondations et séisme (sismicité très faible). Un site publié par le BRGM permet d'évaluer simplement et rapidement les risques d'un bien localisé soit par son adresse soit par le numéro de sa parcelle.
Certaines parties du territoire communal sont susceptibles d’être affectées par le risque d’inondation par débordement de cours d'eau, notamment le ruisseau de Cassignol. La commune a été reconnue en état de catastrophe naturelle au titre des dommages causés par les inondations et coulées de boue survenues en 1982, 1993, 1999, 2000, 2009 et 2013,.

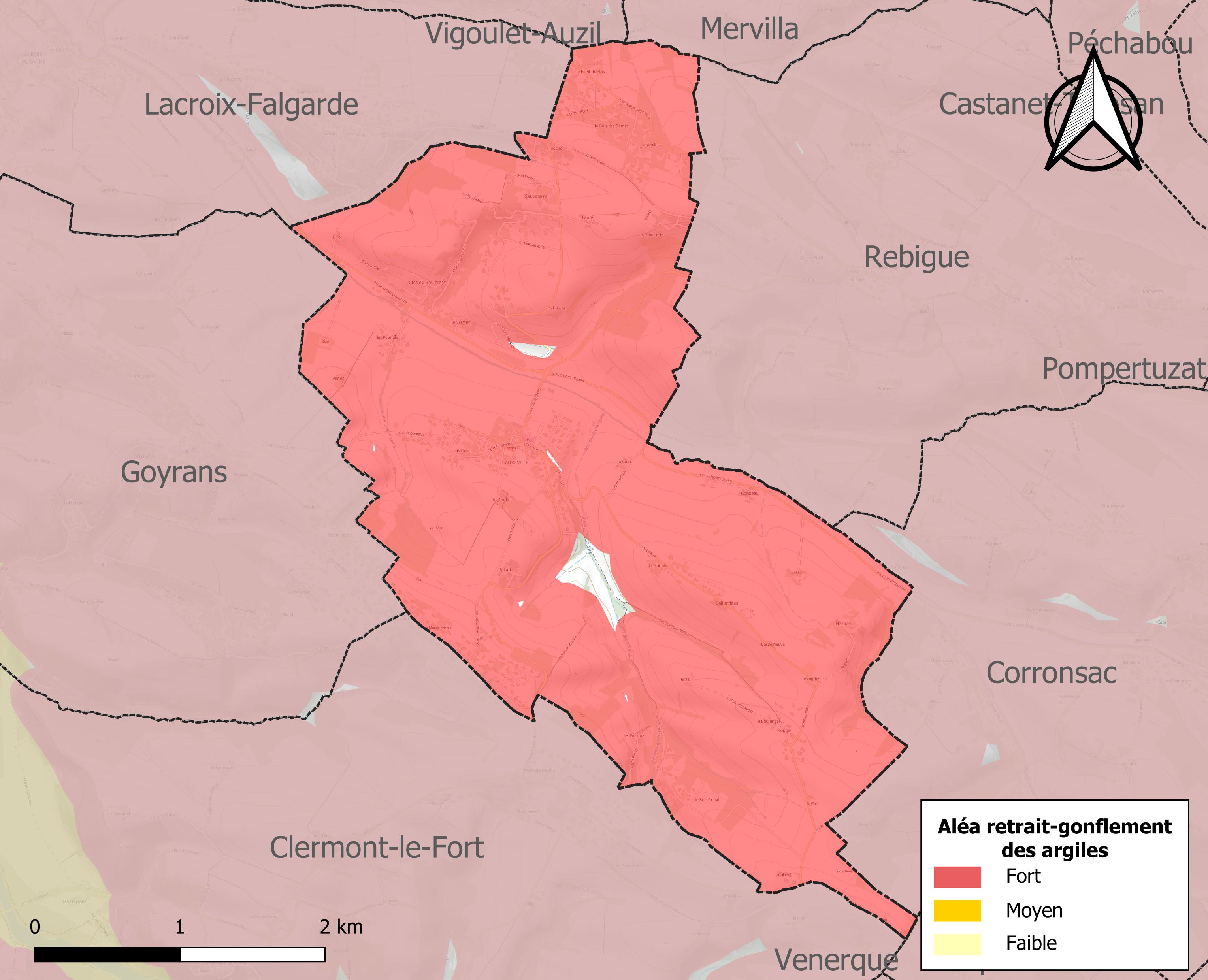
Carte des zones d'aléa retrait-gonflement des sols argileux d'Aureville.

Le retrait-gonflement des sols argileux est susceptible d'engendrer des dommages importants aux bâtiments en cas d’alternance de périodes de sécheresse et de pluie. 98,7 % de la superficie communale est en aléa moyen ou fort (88,8 % au niveau départemental et 48,5 % au niveau national). Sur les 334 bâtiments dénombrés sur la commune en 2019, 332 sont en aléa moyen ou fort, soit 99 %, à comparer aux 98 % au niveau départemental et 54 % au niveau national. Une cartographie de l'exposition du territoire national au retrait gonflement des sols argileux est disponible sur le site du BRGM,.
Par ailleurs, afin de mieux appréhender le risque d’affaissement de terrain, l'inventaire national des cavités souterraines permet de localiser celles situées sur la commune.
Concernant les mouvements de terrains, la commune a été reconnue en état de catastrophe naturelle au titre des dommages causés par la sécheresse en 1989, 1992, 1998, 2003, 2011, 2015, 2016, 2017 et 2020 et par des mouvements de terrain en 1999.

## Politique et administration

### Administration municipale
Le nombre d'habitants au recensement de 2017 étant compris entre 500 et 1 499 habitants, le nombre de membres du conseil municipal pour l'élection de 2020 est de quinze,.

### Rattachements administratifs et électoraux
Commune faisant partie de la dixième circonscription de la Haute-Garonne du Sicoval et du canton de Castanet-Tolosan.

### Liste des maires
| Période                                  | Période  | Identité          | Étiquette | Qualité       |
| ---------------------------------------- | -------- | ----------------- | --------- | ------------- |
| Les données manquantes sont à compléter. |          |                   |           |               |
| 1803                                     |          | Jacques Raynaguet |           |               |
| avant 1981                               | ?        | Jean Thil         | DVG       |               |
| juin 1995                                | 2008     | Georges Saleil    |           |               |
| 9 mars 2008                              | En cours | Xavier Espic      | SE        | Fonctionnaire |

## Population et société

### Démographie
L'évolution du nombre d'habitants est connue à travers les recensements de la population effectués dans la commune depuis 1793. Pour les communes de moins de 10 000 habitants, une enquête de recensement portant sur toute la population est réalisée tous les cinq ans, les populations de référence des années intermédiaires étant quant à elles estimées par interpolation ou extrapolation. Pour la commune, le premier recensement exhaustif entrant dans le cadre du nouveau dispositif a été réalisé en 2007.

En 2022, la commune comptait 1 022 habitants, en évolution de +16,8 % par rapport à 2016 (Haute-Garonne : +8,02 %, France hors Mayotte : +2,11 %).
| 1793 | 1800 | 1806 | 1821 | 1831 | 1836 | 1841 | 1846 | 1851 |
| ---- | ---- | ---- | ---- | ---- | ---- | ---- | ---- | ---- |
| 197  | 203  | 246  | 304  | 303  | 282  | 287  | 316  | 318  |

| 1856 | 1861 | 1866 | 1872 | 1876 | 1881 | 1886 | 1891 | 1896 |
| ---- | ---- | ---- | ---- | ---- | ---- | ---- | ---- | ---- |
| 324  | 273  | 270  | 246  | 232  | 219  | 229  | 221  | 211  |

| 1901 | 1906 | 1911 | 1921 | 1926 | 1931 | 1936 | 1946 | 1954 |
| ---- | ---- | ---- | ---- | ---- | ---- | ---- | ---- | ---- |
| 193  | 195  | 196  | 175  | 189  | 186  | 192  | 178  | 174  |

| 1962 | 1968 | 1975 | 1982 | 1990 | 1999 | 2006 | 2007 | 2012 |
| ---- | ---- | ---- | ---- | ---- | ---- | ---- | ---- | ---- |
| 168  | 171  | 241  | 372  | 455  | 540  | 684  | 705  | 779  |

| 2017 | 2022  | - | - | - | - | - | - | - |
| ---- | ----- | - | - | - | - | - | - | - |
| 899  | 1 022 | - | - | - | - | - | - | - |

| selon la population municipale des années : | 1968 | 1975 | 1982 | 1990 | 1999 | 2006 | 2009 | 2013 |
| Rang de la commune dans le département      | 308  | 271  | 233  | 212  | 197  | 193  | 196  | 189  |
| Nombre de communes du département           | 592  | 582  | 586  | 588  | 588  | 588  | 589  | 589  |

### Enseignement
Aureville fait partie de l'académie de Toulouse.
L'éducation est assurée par un regroupement pédagogique intercommunal pour les classes de la maternelle (communes de Clermont-le-Fort et Goyrans) et pour l'primaire avec Clermont-le-Fort.

### Activités sportives
Tennis, chasse, pétanque, randonnée pédestre,

### Écologie et recyclage
La collecte et le traitement des déchets des ménages et des déchets assimilés ainsi que la protection et la mise en valeur de l'environnement se font dans le cadre du Sicoval.

## Économie

### Revenus
En 2018  (données Insee publiées en septembre 2021), la commune compte 322 ménages fiscaux, regroupant 907 personnes. La médiane du revenu disponible par unité de consommation est de 33 420 € (23 140 € dans le département).

### Emploi
|                | 2008  | 2013  | 2018  |
| -------------- | ----- | ----- | ----- |
| Commune        | 3,3 % | 5,5 % | 2,8 % |
| Département    | 7,7 % | 9,6 % | 9,3 % |
| France entière | 8,3 % | 10 %  | 10 %  |

En 2018, la population âgée de 15 à 64 ans s'élève à 576 personnes, parmi lesquelles on compte 76,9 % d'actifs (74,1 % ayant un emploi et 2,8 % de chômeurs) et 23,1 % d'inactifs,. Depuis 2008, le taux de chômage communal (au sens du recensement) des 15-64 ans est inférieur à celui de la France et du département.
La commune fait partie de la couronne de l'aire d'attraction de Toulouse, du fait qu'au moins 15 % des actifs travaillent dans le pôle,. Elle compte 128 emplois en 2018, contre 110 en 2013 et 104 en 2008. Le nombre d'actifs ayant un emploi résidant dans la commune est de 432, soit un indicateur de concentration d'emploi de 29,6 % et un taux d'activité parmi les 15 ans ou plus de 63,3 %.
Sur ces 432 actifs de 15 ans ou plus ayant un emploi, 61 travaillent dans la commune, soit 14 % des habitants. Pour se rendre au travail, 89 % des habitants utilisent un véhicule personnel ou de fonction à quatre roues, 1,6 % les transports en commun, 4,7 % s'y rendent en deux-roues, à vélo ou à pied et 4,7 % n'ont pas besoin de transport (travail au domicile).

### Activités hors agriculture

#### Secteurs d'activités
63 établissements sont implantés  à Aureville au 31 décembre 2019. Le tableau ci-dessous en détaille le nombre par secteur d'activité et compare les ratios avec ceux du département,.
| Secteur d'activité                                                                                        | Commune | Commune | Département |
| Secteur d'activité                                                                                        | Nombre  | %       | %           |
| --- | ------- | ------- | ----------- |
| Ensemble                                                                                                  | 63      | 100 %   | (100 %)     |
| Industrie manufacturière, industries extractives et autres                                                | 2       | 3,2 %   | (5,7 %)     |
| Construction                                                                                              | 7       | 11,1 %  | (12 %)      |
| Commerce de gros et de détail, transports, hébergement et restauration                                    | 11      | 17,5 %  | (25,9 %)    |
| Information et communication                                                                              | 3       | 4,8 %   | (4,1 %)     |
| Activités financières et d'assurance                                                                      | 2       | 3,2 %   | (3,8 %)     |
| Activités immobilières                                                                                    | 10      | 15,9 %  | (4,2 %)     |
| Activités spécialisées, scientifiques et techniques et activités de services administratifs et de soutien | 18      | 28,6 %  | (19,8 %)    |
| Administration publique, enseignement, santé humaine et action sociale                                    | 5       | 7,9 %   | (16,6 %)    |
| Autres activités de services                                                                              | 5       | 7,9 %   | (7,9 %)     |

Le secteur des activités spécialisées, scientifiques et techniques et des activités de services administratifs et de soutien est prépondérant sur la commune puisqu'il représente 28,6 % du nombre total d'établissements de la commune (18 sur les 63 entreprises implantées  à Aureville), contre 19,8 % au niveau départemental.

#### Entreprises et commerces
Les cinq entreprises ayant leur siège social sur le territoire communal qui génèrent le plus de chiffre d'affaires en 2020 sont : 
- H 2 O Distribution, autres commerces de détail sur éventaires et marchés (2 039 k€) ;
- En Marge, restauration traditionnelle (1 480 k€) ;
- EURL Condotta, construction de maisons individuelles (715 k€) ;
- Ifr Le Birol, location de terrains et d'autres biens immobiliers (221 k€) ;
- Deuxieme Art, agencement de lieux de vente (197 k€).

### Agriculture
|               | 1988 | 2000 | 2010 | 2020 |
| ------------- | ---- | ---- | ---- | ---- |
| Exploitations | 13   | 11   | 10   | 8    |
| SAU (ha)      | 758  | 751  | 630  | 689  |

La commune est dans le Lauragais, une petite région agricole occupant le nord-est du département de la Haute-Garonne, dont les coteaux portent des grandes cultures en sec avec une dominante blé dur et tournesol. En 2020, l'orientation technico-économique de l'agriculture  sur la commune est la culture de céréales et/ou d'oléoprotéagineuses. Huit exploitations agricoles ayant leur siège dans la commune sont dénombrées lors du recensement agricole de 2020 (13 en 1988). La superficie agricole utilisée est de 689 ha,,.

## Culture locale et patrimoine

### Lieux et monuments
- Église Saint-Pierre.

### Personnalités liées à la commune
- Kléber Haedens (1913-1976), écrivain français (Prix Interallié 1966 pour L'été finit sous les tilleuls et Grand Prix du roman de l'Académie française 1974 pour Adios). Il vécut à La Bourdette, sa « petite ferme », à partir de 1953 et jusqu'à sa mort. Il a été inhumé au cimetière d'Aureville auprès de son épouse Caroline, décédée en 1972.
- Jean-Louis Roger de Rochechouart.
- François Charles de Rochechouart.

### Héraldique
| Aureville | Son blasonnement est : D'or chapé de gueules. |

## Pour approfondir